# Джордж Франсис Фицджералд
Джордж Франсис Фицджералд (на английски: George Francis FitzGerald) е ирландски физик.

## Биография
Роден е на 3 август 1851 година в Дъблин, Ирландия. Той е син на Уилям Фицджералд, професор по етика и по-късно епископ в ирландската англиканска църква, както и племенник на Джордж Джонстън Стоуни, дал наименованието на електрона. Джордж Фицжералд започва следването си в Тринити колеж Дъблин и го завършва през 1974 г. Става професор по физика в университета в Дъблин по естествена и експериментална философия. От 1892 до 1893 г. е президент на Лондонското дружество на физиците.
Фицджералд се занимава с изследвания в областта на електродинамиката, електромагнитните вълни, електролизата, магнитооптически ефект на Кер, wпроменливотоков разряд на кондензатори и разсейването на рентгенови лъчи. На базата на уравненията на Максуел, на когото Фицджералд е последовател конструира през 1883 уред за генериране на електромагнитни вълни. Известно е неговото предположение, направено през 1884 г., че всички обекти, намиращи се в движение се съкращава по размер по посока на движение (на английски: Length contraction).
Той допълва разработките на Максуел за електромагнитната теория за светлината.
Умира на 22 февруари 1901 година в Дъблин.